# Tejfehér planária
A tejfehér planária (Dendrocoelum lacteum) az örvényférgek (Turbellaria) osztályának Seriata rendjébe, ezen belül a Planariidae családjába tartozó faj.

## Előfordulása
A tejfehér planária mindenütt megtalálható és gyakori.

## Megjelenése
Ez a laposféregfaj egy fehér színű örvényféreg. Bélcsatornája gyakran vörösesen vagy feketésen áttetszik az állat bőrén. Testhosszúsága eléri a 30 millimétert. Testének elején két széles, háromszögletű, alig elkülönülő tapogatója van, melyek nem vagy alig nyúlnak a fej elé. Szemei aprók, egymástól távolabb helyezkednek el, mint a homlok szélétől. Elöl, a fej alsó részén található a kerekded szájnyílás. Testének oldalai többnyire kifejezetten hullámosak.

## Életmódja
A tejfehér planária mindenféle álló- és folyóvízben megél. A zuhogó hegyipatakokban éppen úgy, mint a lassú folyású vizesárkokban, a kis pocsolyákban vagy a nagyobb tavakban egyaránt megtalálható. A tiszta vizet előnyben részesíti, de a gyengén szennyezettben is előfordul. A tejfehér planária ragadozó állat, zsákmányának nagysága a garat kiképzéséhez igazodik.